# Championship Wrestling from Georgia
Championship Wrestling from Georgia (CWG), auch als Championship Wrestling From Georgia bekannt, war der Name einer US-amerikanischen Wrestling-Promotion, die ihren Firmensitz in Atlanta, Georgia hatte. Träger der Promotion war Championship Wrestling from Georgia, Inc. und Head Booker sowie Major Promotor war der Wrestler Ole Anderson.

## Geschichte
Die Wurzeln von CWG liegen in der im März 1974 durch Paul Jones aufgestellten Promotion GCW, die im Rahmen der damaligen NWA agierte. Im Juli 1984 setzte sich dieser zur Ruhe und veräußerte seine Geschäftsteile an seine Co-Promotoren Jim Barnett, Jack und Gerald Brisco sowie an Ole Anderson.
Bereits im März gleichen Jahres setzte sich Letzterer als Head Booker durch und begann, seine Interessen autoritär durchzusetzen. Infolgedessen beschlossen die Miteigentümer, ihre Geschäftsanteile an die konkurrierende WWF zu verkaufen (welche begonnen hatte, NWA-Territorien aufzukaufen, um so die Marktführerschaft zu erlangen) und führten im Geheimen mit deren Chairman Vince McMahon Verhandlungen. Man einigte sich am 14. Juli 1984, dass WWF die von den Brisco-Brüdern und die von Barnett getragenen Geschäftsanteile für die Summe von 900.000 US$ an die WWF überging und die Drei informierten Anderson noch taggleich über den Verkauf.
Noch am selben Tag ließ Anderson die Nachfolgeorganisation der GCW, die neue Gesellschaft CWG, Inc. offiziell in die Firmenregister Georgias eintragen und trat die Nachfolge Jones´ im BOD der NWA an. Auch nahm dieser Kontakt zu Jim Crockett Jr. auf, der die Rolle des Groß-Sponsors übernahm und begann, GCW als Entwicklungsterritorium seiner eigenen Promotion aufzubauen. Bereits im März 1985 kaufte Crockett CWG auf und gliederte sie in das von ihm betriebene Veranstaltungsbanner Mid-Atlantic Championship Wrestling ein.